# Svarttjärnen (Torps socken, Medelpad, 695042-152747)
Svarttjärnen är en sjö i Ånge kommun i Medelpad och ingår i Ljungans huvudavrinningsområde.